# Musée de la mine de Bosmoreau-les-Mines
Le Musée de la Mine de Bosmoreau-les-Mines est un musée consacré à l'histoire du bassin houiller situé à Bosmoreau-les-Mines dans le département de la Creuse et la région Nouvelle-Aquitaine.

## Descriptif
Le musée est abrité dans le même bâtiment que la mairie. Dans les sept salles d'exposition, 150 années d'exploitation de la houille par les mineurs sont présentées. Une veine de charbon guide les visiteurs qui découvrent le patrimoine de la mine. Des maquettes présentent la vie de la mine de 1890 à 1955. La vie des mineurs se découvre notamment avec les reconstitutions d'une cuisine, d'un logement et d'une salle de classe.

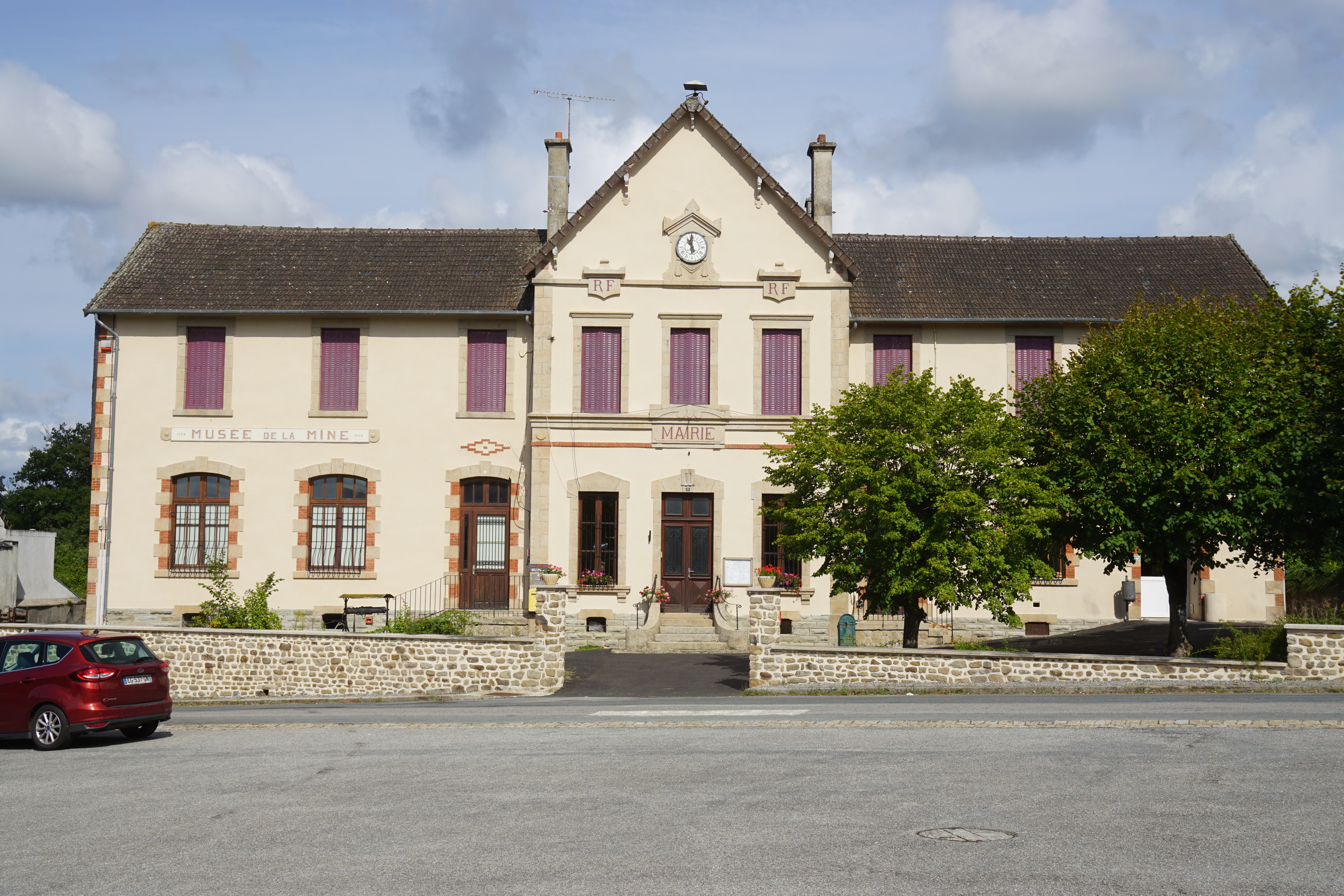
Bâtiment de la mairie et du musée.
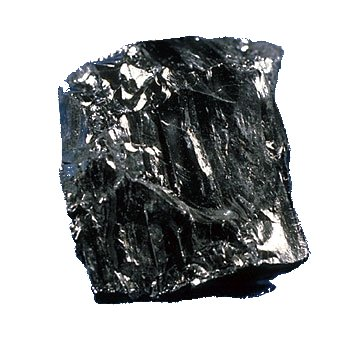
Un morceau d'anthracite.